# Chris Holsten
Christoffer (Chris) Holsten (Lillestrøm, 4 mei 1993) is een Noorse zanger, songwriter en producer.

## Carrière
Holsten begon op 17-jarige leeftijd muzikaal materiaal online te zetten. Voordat hij zijn eigen muziek uitbracht, schreef hij nummers voor andere artiesten. Zo schreef hij onder meer voor de Zuid-Koreaanse band Red Velvet het nummer 'Happiness', dat in hun land de nummer 5-positie bereikte.
In 2015 debuteerde Holsten met het nummer 'Layers'. Het jaar erop tekende hij een platencontract bij Warner Music Norway. Zijn eerste grote hit had hij te pakken met de single 'Mexico' (2017), dat op Spotify inmiddels ruim 14 miljoen keer is gestreamd (geraadpleegd mei 2024).
Begin 2020 deed Holsten mee aan Hver gang vi møtes, de Noorse versie van Beste Zangers. Aan dit programma deed ook zangeres Frida Ånnevik mee, met wie Holsten na het programma de grote hit 'Hvis verden' ('Als de wereld') opnam. Het is een cover van het nummer 'If The World Was Ending', een duet van de Canadese zanger JP Saxe en de Amerikaanse zangeres Julia Michaels. Door de komst van de coronapandemie kreeg de Noorse versie van het nummer een nieuwe betekenis, waarna het in totaal 35 weken in de Noorse hitlijst stond en de top 10 bereikte. Holsten en Ånnevik wonnen er de Spellemann-prijs mee, de meest prestigieuze muziekprijs van Noorwegen.
In april 2020 verscheen Holstens eerste extended play Cold Hearts.
Mede door het succes van 'Hvis verden' besloot Holsten in 2021 meer Noorstalige muziek uit te brengen. Na de singles 'Bare når det regner' ('Alleen als het regent') en 'Smilet i ditt eget speil' ('De glimlach in je eigen spiegel') volgde in september 2021 de ep Bak en fasade ('Achter een façade'), dat het eerste deel is van een in totaal tweedelig album. 'Smilet i ditt eget speil' is inmiddels 33 miljoen keer op Spotify gestreamd (geraadpleegd mei 2024).
In 2021 won Holsten twee awards: één in de categorie van artiest van het jaar en één voor lied van het jaar, te weten 'Smilet i ditt eget speil'.
Op 18 maart 2022 verscheen Holstens debuutalbum Bak en fasade, dat naast de vijf nummers van de gelijknamige ep vijf nieuwe liedjes bevat. Op 22 september 2023 verscheen de opvolger Gå bli lykkelig, du.

## Discografie

### Albums
- 2022: Bak en fasade
- 2023: Gå bli lykkelig, du

### Extended plays
- 2020: Cold Hearts
- 2021: Bak en fasade (Del 1)

### Singles

#### Solo
- 2015: 'Layers'
- 2015: 'Unproved'
- 2016: 'On My Own' (met Rat City)
- 2016: 'Strip'
- 2016: 'Here We Go Again'
- 2017: 'Mexico'
- 2017: 'All About You' (met Madden)
- 2018: 'Love Like This'
- 2018: 'Time Machine'
- 2018: 'Happy Tears'
- 2019: 'Don't Speak'
- 2019: 'I'll Be Alright'
- 2020: 'Wish I Never Met You'
- 2020: 'Hvis Verden' (met Frida Ånnevik)
- 2020: 'Shout, Baby'
- 2020: 'Shine'
- 2021: 'Smilet i ditt eget speil'
- 2021: 'Bare når det regner'
- 2022: 'Høyt over havet'
- 2022: 'For evig'
- 2023: 'Rekk opp hånda'

#### Als featuring artist
- 2014: 'Rays of Light' (met Broiler)
- 2015: 'Ricochet' (met Martin Björk)
- 2017: 'Echo' (met Madden)